# Gran Premio motociclistico di Gran Bretagna 1992
Il Gran Premio motociclistico di Gran Bretagna 1992 fu l'undicesima gara del motomondiale 1992. Si disputò il 2 agosto 1992 sul circuito di Donington Park e vide le vittorie di Wayne Gardner nella classe 500, di Luca Cadalora nella classe 250 e di Fausto Gresini nella classe 125. Tra i sidecar si è imposto l'equipaggio Rolf Biland/Kurt Waltisperg.
Al termine della gara è stato assegnato matematicamente il primo titolo della stagione, se lo è aggiudicato in classe 250 l'italiano Luca Cadalora, al suo secondo titolo consecutivo nella classe.

## Classe 500
In classe regina vittoria dell'australiano Wayne Gardner che ha già annunciato il suo ritiro a fine stagione; vincendo ha aiutato il suo connazionale e compagno di squadra Michael Doohan, sempre assente per l'incidente di Assen, a mantenere la testa della classifica provvisoria. Il secondo arrivato della gara, lo statunitense Wayne Rainey ha però ridotto lo svantaggio a 22 punti.

### Arrivati al traguardo
| Pos. | Nº | Pilota               | Squadra                   | Motocicletta  | Giri | Tempo     | Griglia | Punti |
| ---- | -- | -------------------- | ------------------------- | ------------- | ---- | --------- | ------- | ----- |
| 1º   | 5  | Wayne Gardner        | Rothmans Kanemoto Honda   | Honda         | 30   | 47'38.373 | 4º      | 20    |
| 2º   | 1  | Wayne Rainey         | Marlboro Team Roberts     | Yamaha        | 30   | +0.855    | 3º      | 15    |
| 3º   | 6  | Juan Garriga         | Ducados Yamaha            | Yamaha        | 30   | +5.855    | 6º      | 12    |
| 4º   | 7  | Eddie Lawson         | Cagiva Team Agostini      | Cagiva        | 30   | +26.079   | 1º      | 10    |
| 5º   | 21 | Peter Goddard        | Valvoline Team WCM        | ROC Yamaha    | 30   | +1'04.091 | 13º     | 8     |
| 6º   | 63 | Terry Rymer          | Padgett's Motorcycles     | Harris Yamaha | 30   | +1'22.330 | 20º     | 6     |
| 7º   | 17 | Miguel Duhamel       | Yamaha Motor France Banco | Yamaha        | 29   | +1 giro   | 19º     | 4     |
| 8º   | 18 | Michael Rudroff      | Rallye Sport              | Harris Yamaha | 29   | +1 giro   | 18º     | 3     |
| 9º   | 14 | Dominique Sarron     | ROC Banco                 | ROC Yamaha    | 29   | +1 giro   | 14º     | 2     |
| 10º  | 32 | Toshiyuki Arakaki    |                           | ROC Yamaha    | 29   | +1 giro   | 22º     | 1     |
| 11º  | 27 | Serge David          |                           | ROC Yamaha    | 29   | +1 giro   | 21º     |       |
| 12º  | 41 | Bruno Bonhuil        | Ville de Paris            | ROC Yamaha    | 29   | +1 giro   | 23º     |       |
| 13º  | 23 | Nicholas Schmassmann |                           | ROC Yamaha    | 29   | +1 giro   | 25º     |       |
| 14º  | 30 | Peter Graves         | Peter Graves Racing       | Harris Yamaha | 29   | +1 giro   | 26º     |       |
| 15º  | 15 | Cees Doorakkers      | HEK Racing                | Harris Yamaha | 28   | +2 giri   | 24º     |       |
| 16º  | 16 | Marco Papa           | Librenti Corse            | Librenti      | 22   | +8 giri   | 28º     |       |

### Ritirati
| Nº | Pilota           | Squadra                   | Motocicletta  | Giri | Griglia |
| -- | ---------------- | ------------------------- | ------------- | ---- | ------- |
| 34 | Kevin Schwantz   | Lucky Strike Suzuki       | Suzuki        | 25   | 5º      |
| 62 | Carl Fogarty     | MBM Racing                | Harris Yamaha | 25   | 7º      |
| 4  | John Kocinski    | Marlboro Team Roberts     | Yamaha        | 24   | 2º      |
| 10 | Doug Chandler    | Lucky Strike Suzuki       | Suzuki        | 24   | 9º      |
| 19 | Niall Mackenzie  | Yamaha Motor France Banco | Yamaha        | 18   | 8º      |
| 8  | Randy Mamola     | Budweiser Team            | Yamaha        | 9    | 11º     |
| 25 | Josef Doppler    |                           | ROC Yamaha    | 9    | 29º     |
| 61 | James Whitham    | Padgett's Motorcycles     | Harris Yamaha | 8    | 12º     |
| 33 | Corrado Catalano | KCS International         | ROC Yamaha    | 7    | 17º     |
| 11 | Eddie Laycock    | Millar Racing             | Yamaha        | 6    | 15º     |
| 26 | Kevin Mitchell   | MBM Racing                | Harris Yamaha | 5    | 16º     |
| 24 | Lucio Pedercini  | Paton Grand Prix          | Paton         | 5    | 27º     |
| 29 | Andreas Leuthe   | VRP Racing                | VRP           | 3    | 30º     |
| 28 | Àlex Crivillé    | Campsa Honda              | Honda         | 1    | 10º     |

## Classe 250
Pur essendo arrivato al quarto posto, l'italiano Luca Cadalora ha 45 punti di vantaggio in classifica sul secondo e, con due sole gare ancora da disputare, è matematicamente campione del mondo. Il podio della gara è stato interamente italiano, con Pierfrancesco Chili che ha preceduto Loris Reggiani e Doriano Romboni.

### Arrivati al traguardo
| Pos. | Nº | Pilota                    | Motocicletta | Giri | Tempo     | Griglia | Punti |
| ---- | -- | ------------------------- | ------------ | ---- | --------- | ------- | ----- |
| 1º   | 7  | Pierfrancesco Chili       | Aprilia      | 28   | 45'17.158 | 1º      | 20    |
| 2º   | 13 | Loris Reggiani            | Aprilia      | 28   | +1.881    | 3º      | 15    |
| 3º   | 15 | Doriano Romboni           | Honda        | 28   | +14.838   | 4º      | 12    |
| 4º   | 1  | Luca Cadalora             | Honda        | 28   | +15.002   | 5º      | 10    |
| 5º   | 8  | Jochen Schmid             | Yamaha       | 28   | +15.253   | 8º      | 8     |
| 6º   | 2  | Helmut Bradl              | Honda        | 28   | +17.811   | 7º      | 6     |
| 7º   | 6  | Loris Capirossi           | Honda        | 28   | +28.593   | 6º      | 4     |
| 8º   | 3  | Carlos Cardús             | Honda        | 28   | +50.145   | 10º     | 3     |
| 9º   | 5  | Masahiro Shimizu          | Honda        | 28   | +58.924   | 12º     | 2     |
| 10º  | 28 | Herri Torrontegui         | Suzuki       | 28   | +1'04.321 | 14º     | 1     |
| 11º  | 36 | Patrick van den Goorbergh | Aprilia      | 28   | +1'05.802 | 15º     |       |
| 12º  | 26 | Bernd Kassner             | Aprilia      | 28   | +1'06.078 | 31º     |       |
| 13º  | 14 | Carlos Lavado             | Gilera       | 28   | +1'06.785 | 16º     |       |
| 14º  | 11 | Andreas Preining          | Aprilia      | 28   | +1'14.068 | 13º     |       |
| 15º  | 10 | Paolo Casoli              | Yamaha       | 28   | +1'26.968 | 19º     |       |
| 16º  | 30 | Adrian Bosshard           | Honda        | 28   | +1'37.235 | 18º     |       |
| 17º  | 19 | Katsuyoshi Kozono         | Honda        | 28   | +1'38.369 | 23º     |       |
| 18º  |    | José Kuhn                 | Honda        | 27   | +1 giro   | 29º     |       |
| 19º  | 39 | Frédéric Protat           | Aprilia      | 27   | +1 giro   | 24º     |       |
| 20º  | 31 | Bernard Cazade            | Honda        | 27   | +1 giro   | 33º     |       |
| 21º  | 35 | Erkka Korpiaho            | Aprilia      | 27   | +1 giro   | 35º     |       |
| 22º  | 32 | Yves Briguet              | Honda        | 27   | +1 giro   | 36º     |       |
| 23º  | 67 | Michele Gallina           | Yamaha       | 27   | +1 giro   | 34º     |       |

### Ritirati
| Nº | Pilota                   | Motocicletta | Giri | Griglia |
| -- | ------------------------ | ------------ | ---- | ------- |
| 16 | Alberto Puig             | Aprilia      | 22   | 9º      |
| 29 | Max Biaggi               | Aprilia      | 22   | 2º      |
| 18 | Harald Eckl              | Aprilia      | 21   | 20º     |
| 69 | James Haydon             | Yamaha       | 17   | 37º     |
| 21 | Bernard Haenggeli        | Aprilia      | 13   | 22º     |
| 24 | Adi Stadler              | Honda        | 12   | 30º     |
| 75 | Ian Newton               | Aprilia      | 6    | 28º     |
| 25 | Eskil Suter              | Aprilia      | 6    | 26º     |
| 33 | Jurgen van den Goorbergh | Aprilia      | 6    | 21º     |
| 4  | Wilco Zeelenberg         | Suzuki       | 3    | 17º     |
| 34 | Luis d'Antín             | Honda        | 1    | 27º     |
| 17 | Stefan Prein             | Honda        | 0    | 32º     |
| 9  | Jean-Philippe Ruggia     | Gilera       | 0    | 11º     |

### Non partito
| Nº | Pilota         | Motocicletta | Griglia |
| -- | -------------- | ------------ | ------- |
| 20 | Renzo Colleoni | Yamaha       | 25º     |

## Classe 125
Cambio al vertice nella classifica provvisoria del campionato: il tedesco Ralf Waldmann in testa dall'inizio della stagione è stato superato sia da Fausto Gresini vincitore della gara e, ancor di più da Alessandro Gramigni che con il suo secondo posto della gara è ora in testa con due punti di margine su Gresini e 4 su Waldmann.

### Arrivati al traguardo
| Pos. | Nº | Pilota              | Motocicletta | Tempo     | Griglia | Punti |
| ---- | -- | ------------------- | ------------ | --------- | ------- | ----- |
| 1º   | 2  | Fausto Gresini      | Honda        | 44'46.145 | 5º      | 20    |
| 2º   | 39 | Alessandro Gramigni | Aprilia      | +3.279    | 4º      | 15    |
| 3º   | 5  | Noboru Ueda         | Honda        | +7.397    | 8º      | 12    |
| 4º   | 8  | Dirk Raudies        | Honda        | +7.711    | 6º      | 10    |
| 5º   | 15 | Bruno Casanova      | Aprilia      | +10.831   | 1º      | 8     |
| 6º   | 13 | Kazuto Sakata       | Honda        | +14.174   | 2º      | 6     |
| 7º   | 3  | Ralf Waldmann       | Honda        | +15.426   | 7º      | 4     |
| 8º   | 6  | Jorge Martínez      | Honda        | +27.463   | 10º     | 3     |
| 9º   | 20 | Kin'ya Wada         | Honda        | +34.323   | 11º     | 2     |
| 10º  | 10 | Nobuyuki Wakai      | Honda        | +34.624   | 15º     | 1     |
| 11º  | 40 | Maik Stief          | Aprilia      | +35.239   | 18º     |       |
| 12º  | 16 | Ezio Gianola        | Honda        | +44.512   | 3º      |       |
| 13º  | 31 | Carlos Giró         | Aprilia      | +44.752   | 16º     |       |
| 14º  | 4  | Gabriele Debbia     | Honda        | +45.017   | 13º     |       |
| 15º  | 27 | Julián Miralles     | Honda        | +51.201   | 20º     |       |
| 16º  |    | Heinz Lüthi         | Honda        | +1'11.846 | 28º     |       |
| 17º  | 18 | Maurizio Vitali     | Gazzaniga    | +1'12.912 | 21º     |       |
| 18º  | 59 | Luis Alvaro         | JJ Cobas     | +1'22.854 | 25º     |       |
| 19º  | 21 | Robin Appleyard     | Honda        | +1'26.195 | 31º     |       |
| 20º  | 30 | Arie Molenaar       | Aprilia      | +1'26.345 | 23º     |       |
| 21º  | 36 | Steve Patrickson    | Honda        | +1'26.494 | 29º     |       |
| 22º  | 33 | Giovanni Palmieri   | Gazzaniga    | +1'26.993 | 26º     |       |
| 23º  | 38 | Peter Galvin        | Honda        | +1'27.390 | 34º     |       |
| 24º  | 41 | Johnny Wickström    | Honda        | +1'27.566 | 33º     |       |
| 25º  | 29 | Hubert Abold        | Honda        | +1'31.586 | 32º     |       |
| 26º  | 69 | Neil Hodgson        | Honda        | +1'44.029 | 35º     |       |
| 27º  | 25 | Giuseppe Fiorillo   | Yamaha       | +1 giro   | 37º     |       |
| 28º  | 32 | Takao Shimizu       | Honda        | +2 giri   | 19º     |       |

### Ritirati
| Nº | Pilota             | Motocicletta | Griglia |
| -- | ------------------ | ------------ | ------- |
| 35 | Loek Bodelier      | Honda        | 24º     |
| 34 | Alain Bronec       | Honda        | 17º     |
| 62 | Joey Dunlop        | Honda        | 27º     |
| 23 | Manuel Hernández   | Aprilia      | 30º     |
| 9  | Peter Öttl         | Rotax        | 22º     |
| 22 | Oliver Petrucciani | Honda        | 12º     |
| 26 | Fausto Ricci       | Yamaha       | 38º     |
| 14 | Hans Spaan         | Aprilia      | 9º      |
| 28 | Alfred Waibel      | Honda        | 36º     |

## Classe sidecar
L'equipaggio Rolf Biland-Kurt Waltisperg vince anche a Donington arrivando al quarto successo consecutivo; salgono sul podio anche Dixon-Hetherington e Webster-Simmons. Egbert Streuer-Peter Brown ottengono solo il 9º posto a causa di un contatto nelle prime fasi; non partiti Klaus Klaffenböck-Christian Parzer per un infortunio rimediato dal passeggero nelle prove.
In classifica Webster conduce con 92 punti davanti a Biland a 83 e a Klaffenböck a 66. Le gare ancora in programma sarebbero due, ma si ridurranno a una con l'annullamento (solo per quanto riguarda i sidecar) del GP del Brasile; di conseguenza Webster e Biland rimarranno gli unici piloti a contendersi il titolo.

### Arrivati al traguardo (posizioni a punti)[7]
| Pos | Pilota             | Passeggero        | Sidecar     | Tempo     | Punti |
| --- | ------------------ | ----------------- | ----------- | --------- | ----- |
| 1   | Rolf Biland        | Kurt Waltisperg   | LCR-Krauser | 42'55"364 | 20    |
| 2   | Darren Dixon       | Andy Hetherington | LCR-Krauser | +20"526   | 15    |
| 3   | Steve Webster      | Gavin Simmons     | LCR-ADM     | +25"490   | 12    |
| 4   | Ralph Bohnhorst    | Bruno Hiller      | LCR-BRM 405 | +27"546   | 10    |
| 5   | Markus Egloff      | Urs Egloff        | LCR-Yamaha  |           | 8     |
| 6   | Paul Güdel         | Charly Güdel      | LCR-Yamaha  |           | 6     |
| 7   | Yoshisada Kumagaya | Brian Houghton    | LCR-Krauser |           | 4     |
| 8   | Derek Brindley     | Nick Roche        | LCR-Krauser |           | 3     |
| 9   | Egbert Streuer     | Peter Brown       | LCR-Krauser |           | 2     |
| 10  | Markus Bösiger     | Beat Leibundgut   | LCR-ADM     |           | 1     |